# ستيوارت كوكرين
ستيوارت كوكرين (بالإنجليزية: Stewart Cochrane)‏ هو لاعب كرة قدم بريطاني، ولد في 18 أبريل 1963 في دامفريس ‏ في المملكة المتحدة. لعب مع كوين أوف ساوث.